# Logi (géant)
Pour les articles homonymes, voir Logi.
Ne doit pas être confondu avec Loki.
Logi (qui signifie « feu » en vieux norrois), également connu sous les noms de Loge ou Hálogi (« Haute flamme » en vieux norrois), est une divinité nordique (jötunn). 
Dans la mythologie nordique, il est un géant mais également le dieu du feu. Il est le fils du géant Fornjótr ainsi que le frère d'Ægir, géant de l'océan, et de Kári, dieu de l'air.
Logi est souvent confondu avec Loki, dieu de la discorde.

## Biographie

### Dans l'Edda de Snorri
Il apparaît sous le nom Logi dans la Gylfaginning, première des trois parties de l'Edda de Snorri datée du début du XIIIe siècle, dans le récit du séjour qu'effectuent Thor et Loki au château du géant Útgarða-Loki quand Logi affronte Loki lors d'un concours de nourriture. Les concurrents sont égaux en vitesse pour dévorer la viande sur les os, mais Logi avale aussi les os et également le tranchoir en bois où la nourriture était présentée. Útgarða-Loki déclare ensuite que Logi est le feu lui-même.

### Dans le Flateyjarbók
Dans le manuscrit Flateyjarbók datant du XIVe siècle, sa famille est mentionnée : « Il était un homme du nom de Fornjót. Il avait trois fils : l'un était Hlér, un autre Logi, le troisième Kári. Celui-ci régnait sur les vents, mais Logi régnait sur le feu, et Hlér sur les mers. »

## Famille

### Mariage et enfants
De son union avec la géante du feu Glöð (en) naissent deux filles d'une grande beauté :
- Eisa ;
- Eimirya.

## Hommage et postérité

### Astronomie
Une des lunes de Saturne est appelée Loge, dérivé du nom Logi.

### Dans la culture populaire
Logi est décrit et sa vie est expliquée dans l'épisode 6 de la saison 2 de Vikings par la mère de Ubbe et Sigurd.